# Маркезинис, Спирос
Спиридон «Спирос» Маркезинис (греч. Σπυρίδων Μαρκεζίνης; 22 апреля 1909, Афины — 4 января 2000, там же) — греческий адвокат, писатель и политик. Многолетний член греческого парламента, а также в 1973 г. — последний премьер-министр Греции при режиме греческой хунты.

## Биография
В 1929 г. получил диплом с отличием по праву, затем в 1930 г. — по политике и экономике. Работал юристом. С 1936 г. и до самой смерти вернувшегося из изгнания короля Георга II в 1946 г. был его юридическим советником. В том же 1946 г. избран депутатом. В 1947 г. основал небольшую партию консервативной направленности, с тех пор входил в состав нескольких правительств.
Потерпев поражение на выборах 1950 г., присоединился к «Греческому объединению» маршала А. Папагоса и вошёл в состав его правительства. В 1954 г. вступил в конфликт с Папагосом, вышел из правительства и сформировал новую партию, но уже в 1956 г. проиграл на выборах. В 1958 г. принял участие в выборах в составе новой партии «Прогрессивный демократический крестьянский союз» и получил 10,5 % голосов. В 1961 г. вошёл в «Союз центра», а в 1964 г. — в «Национальный радикальный союз».
В июне 1973 г. лидер хунты полковников Георгиос Пападопулос формально упразднил греческую монархию (фактически король был изгнан вскоре после прихода хунты к власти) и начал «либерализацию» режима. Он поручил Маркезинису сформировать новое правительство и подготовить режим к выборам, назначенным на 10 февраля 1974 г. Однако в результате бунта студентов в Политехнической школе и последовавшего политического кризиса Пападопулос был свергнут генералом Димитрисом Иоаннидисом. После отстранения хунты от власти в 1974 г. Маркезинис не подвергался преследованиям.
В 1979 г. Маркезинис вернулся на политическую сцену в составе воссозданной партии «Прогрессивный демократический крестьянский союз». В 1980-е гг. покинул политику и занялся написанием мемуаров.